# ピープ・ショー ボクたち妄想族
『ピープ・ショー ボクたち妄想族』（原題：Peep Show）は、2003年からイギリスの公共テレビ局チャンネル4で放送されていたテレビドラマ（シチュエーション・コメディ）。2015年のシーズン9まで放送された。
日本ではWOWOWで2009年5月から第1シーズンが・同年10月から第2シーズンが、2010年3月から第3シーズンが放送されていた。
また、2016年2月7日からNetflix Japanでシーズン8までが配信中（いずれも日本語字幕）であったが、2022年現在は、配信が中止されている。

## 概要
ロンドン南部のクロイドンでルームシェアをしているが、互いを気が合わないただの同居人と見なしているマークとジェレミーのしょぼくれた日常を描く。ドラマはまさにその2人の生活を「覗き見」する密着取材のようなドキュメンタリータッチの映像で、2人の着眼点が異なる本音など「内面の声」も聴こえるようになっている。
各シーズン全6話25分を原則としており、2015年2月16日に本国イギリスで最終回（最終第9シーズン）を迎えた。
チャンネル4の歴代のコメディドラマで一番長期化された作品である。

## あらすじ
恋人ビッグ・スーズにフラれて、同棲していた家を追い出されたジェレミーは、大学時代の級友だがそこまで親しくもなく気が合わないと思っていたマークが住むフラットへ転がり込み、同居を始める。性格も生き方も正反対な2人が、常にモテたいと試行錯誤しては大失敗を繰り返す。

## 登場人物
マーク・コリガン
演 - デヴィッド・ミッチェル
堅物で生真面目だが、近所の子供達にバカにされているほどの小心者。銀行で融資係をしている。極度の悲観主義者で、思い込みが激しい。少しポッチャリしている。
ジェレミー・アスボーン
演 - ロバート・ウェッブ
歌手になる事を夢見る楽観的なフリーター。傲慢で、自分はイケてると思い込んでいる。いい加減・怠け者で家賃を滞納する事もある。
スーパー・ハンス
演 - マット・キング
売れない歌手。ドラッグ中毒者で長身痩躯。言動が破天荒で胡散臭い。ジェレミーとバンド『ヘア・ブレア・バンチ』を結成する。
ソフィー・チャップマン
演 - オリヴィア・コールマン
マークが密かに恋い焦がれている同僚の女性。人の良さだけがウリ。マークとは毎日出社時に手紙のやり取りをしている。
アラン・ジョンソン
演 - パターソン・ジョセフ
マークの同僚かつ友人の黒人系イギリス人。ローン・マネージャー。仕事ぶりは非常に有能で、ビジネスマンの鏡。豪胆でマークにも影響を与える。
ジェフ・ヒーニー
演 - ニール・フィッツモーリス
マークの同僚。嫌味で威圧的。ソフィーに好意を持っており、マークとは恋敵としても仕事でもよく火花を散らしている。何でも嗅ぐ癖がある、

## スタッフ
- 製作総指揮：アンドリュー・オコナー
- 脚本：ジェシー・アームストロング、サム・バイン

## エピソード

### シーズン1（2003年）
1. スターリングラード大作戦 Warring Factions
2. 恋の“余計な”ひとこと The Interview
3. オリーブオイル・ダンディ On the Pull
4. 検証！ゲイ疑惑 Mark Makes a Friend
5. 復讐ごっこ Dream Job
6. 嗚呼！お葬式 Funeral

### シーズン2（2004年）
1. タブーを打ち破れ！ Dance Class
2. 新しいトモダチ Jeremy Makes It
3. 嫉妬の炎 Local Zero
4. 新たなる恋の始まり？ University Challenge
5. 今そこにある地獄 The Man Show
6. 結婚できないオトナたち Wedding

### シーズン3（2005年）
1. ボクたち、今が正念場 Mugging
2. 悲願達成!? Sectioning
3. 天国へのトビラ Shrooming
4. 恋のオキテ、破ります Sistering
5. 裁きを下す時 Jurying
6. シアワセの分かれ道 Quantocking